# Vaso (alfarería)
Vaso, como recipiente cerámico contenedor y quizá por su importancia en arqueología, ha sido aceptado en la terminología alfarera y especialmente en ceramografía, llegando a sustituir al término tradicional vasija. El propio Diccionario de la lengua española (DLE), tras dar a la voz latina «vasum» su origen etimológico, anota como significado o acepción principal el de pieza cóncava de diferentes tamaños capaz de contener algo.

## Vaso alfarero en arqueología
Los ceramógrafos denominan vaso a toda vasija de arcilla capaz de contener algo: líquidos como el agua, el aceite o la cerveza; semilíquidos (como el garum o la miel); o bien, sólidos: granos diversos, aceitunas, frutos secos, etc.
Las clasificaciones morfológicas pueden llegar a ser exhaustivas. Una evaluación elemental distingue formas simples y formas compuestas; entre las primeras estarían las figuras geométricas de revolución, como el cilindro, el cono, la elipse y la esfera (además de los correspondientes vasos semiesféricos y vasos troncocónicos); la complejidad de formas posibles compuestas dificulta su catalogación y tanto morfología como denominaciones varían en función del lugar de producción.
Existen asimismo otras pautas de clasificación y ordenamiento, en función de las técnicas y materiales empleados.

### Principales tipos morfológicos
- Vaso campaniforme, llamado así por su forma de campana invertida y con una antigüedad arqueológica de cinco mil años. Pieza emblemática que da nombre a la cultura del vaso campaniforme.
- Vaso albarelo, recipiente alto y cilíndrico en forma de tarro, bote de uso tradicional en establecimientos botica.
- Cuenco y escudilla, vasos troncales en la clasificación arqueológica, de boca ancha y origen prehistórico.
- Bacín, definido en el Diccionario de la Real Academia Española entre las acepciones de vaso, como "vaso de barro vidriado, alto y cilíndrico" con las funciones de un orinal.